# Lamberto de Zaragoza (fraile)
Fray Lamberto de Zaragoza OFMCap, (Zaragoza, 1711-Zaragoza, 1785).

## Biografía
Fray Lamberto fue un religioso capuchino nacido en Zaragoza en el año 1711.  Tomó el nombre de San Lamberto. Estudió y enseñó filosofía y teología. Se conoce que en 1778 ejerció el cargo de visitador general de la Orden en Aragón. Tuvo fama de excelente orador sagrado y escribió numerosas obras, entre las que cabe destacar, diversas Oraciones, Novenarios, Panegíricos, Vida y Virtudes de San Serafín de Asculi, Disertación histórico-crítico-apologética de la vida y martirios de San Lamberto y cuatro tomos del Teatro Histórico de las Iglesias del Reino de Aragón...
En la ciudad de Zaragoza tiene dedicada una calle.

## Enlaces
- Portal:Iglesia católica. Contenido relacionado con Iglesia católica.

- Datos: Q30099379